# Nacionalismo coreano
Nacionalismo coreano (hangul: 한국 국민주의; hanja: 韓國國民主義) possuí dois contextos ou sentidos paralelos. Um de trata dos movimentos ao longo da história para manutenção de uma identidade cultural, histórica e étnica (ou "raça" coreana). Este nacionalismo étnico foi criado principalmente em oposição à exploração ou dominância e ao governo estrangeiros. O segundo contexto abrange a forma como o nacionalismo coreano após a divisão em 1945.
O termo "sangue puro" se refere à crença de que todo o povo coreano é uma raça pura e descendente de um único ancestral. Usada e acreditada principalmente durante o período de resistência a influencia chinesa e a colonização japonesa, a ideia deu aos coreanos um sentimento de homogeneidade e orgulho nacional e étnico, e um potencial catalisador para a discriminação e o preconceito racial nas Coreias.
A vertente dominante do nacionalismo na Coreia do Sul tende a ser de natureza romântica (especificamente étnica ou "racial"), em vez de cívica. Esta forma de nacionalismo romântico compete frequentemente e enfraquece a identidade nacionalista do estado da Coreia do Sul. A falta de nacionalismo estatal (ou seja, patriotismo) dos sul-coreanos manifesta-se de várias maneiras. Por exemplo, muitos sul-coreanos não sabem a data da fundação do seu país (ou seja, 15 de Agosto de 1948), em contrapartida a Coreia do Norte;
O nacionalismo étnico na Coreia do Norte também tem forte relevância e sustentado pelo governo, embora, ao contrário da Coreia do Sul, o nacionalismo cívico e o nacionalismo étnico não competem, mas sim coexistem e reforçam-se mutuamente. Isto pode ser atribuído à ideologia Juche patrocinada pelo Estado, que utiliza a identidade étnica para aumentar o poder e o controle do Estado sob o Partido dos Trabalhadores da Coreia a partir da Constituição da Coreia do Norte.
Na Coreia do Sul, o nacionalismo coreano está geralmente dividido em duas vertentes: o "Nacionalismo Étnico Coreano", que era a ideia de que o povo coreano compartilha um sangue em comum e pertence à "pátria coreana", e o " nacionalismo liberal" impulsionado pelo anti-imperialismo, que forma um campo político centro-esquerda.